# 경험주의의 두 독단
"경험주의의 두 독단"(Two Dogmas of Empiricism)은 1951년에 출판된 분석 철학자 윌라드 반 오만 콰인의 논문이다. 이 논문은 20세기 철학 전체에서 중요한 것으로 간주된다.  이 논문은 논리 실증주의 철학의 두 가지 핵심 측면을 공격한다. 첫 번째는 분석적 진리와 종합적 진리 사이의 구별이다. 다른 하나는 환원주의로, 모든 의미 있는 진술은 즉각 경험만을 지칭하는 용어의 논리적 복합문으로서 의미를 얻는다는 이론이다.
논문은 6개의 절로 구성되어 있다. 처음 4개는 분석에 초점을 맞추고 마지막 2개는 환원주의에 중점을 둔다. 거기에서 콰인은 논리 실증주의 의미 이론을 비판한다. 이에 맞서 그는 자신의 전체론적 의미 이론을 제시한다.

## 분석-종합 구분에 대한 비판
분석성에 대한 콰인의 비판의 핵심은 분석성을 정의하려는 모든 시도가 자기 순환적이라는 것이다. 콰인에 따르면 분석성은 동의성에 의존하는데, 동의성은 필연성에 의존하고, 필연성은 다시 분석성에 의존한다.
콰인은 두 가지 유형의 분석적 진술을 구별하는 것으로 시작한다. 첫 번째 유형은 논리적 참으로, 형식은 다음과 같다.
(1) 결혼하지 않은 남자가 결혼했다는 것은 거짓이다.
이러한 형식의 문장은 '또는', '그리고', '아니다' 등의 논리적 언어가 통상적인 의미를 가지는 한 참이다.
두 번째 유형은 동의적 참으로, 형식은 다음과 같다.
(2) 총각은 결혼하지 않았다.
이 형식의 진술은 동의어끼리의 치환을 통해 논리적 참으로 바꿀 수 있다. (2)의 경우 "총각"을 "결혼하지 않은 남자"로 치환하면 (1)이 된다. 따라서 동의적 참이 무엇이냐는 질문은 동의어가 무엇이냐는 질문과 같다. 이에 콰인은 동의어에 대한 설명이 분석성 및 필연성 개념에 의존한다는 점을 지적한다.
두 기술구가 동의어인지 어떻게 알 수 있는가? 일부는 정의를 제안할 수 있다. "총각"은 "결혼하지 않은 남자"로 정의되기 때문에 두 기술구는 동의어이다. 그러나 이것은 문제 해결이 아닌 퇴행에 불과하다고 콰인은 지적한다. 이제는 "총각"의 정의가 "결혼하지 않은 남자"라는 것을 어떻게 알 수 있는가, 라는 의문이 생기기 때문이다. 사전을 참조하면 된다는 대답은 받아들일 수 없다. 사전은 이미 알려진 단어들의 정의를 기록할 뿐이지, 사전 때문에 단어들이 그러한 정의를 가지는 것은 아니다.
콰인이 고려하는 두 번째 제안은 치환 가능성에 따른 설명이다. 이 견해에 따르면 어떤 경우에도 문장의 진릿값을 바꾸지 않은 채 두 기술구를 치환할 수 있으면 둘은 동의어이다. 즉, 임의의 문장 P에 대해 P(a)와 P(b)가 항상 같은 진릿값을 가진다면 a와 b는 동의어이다. 그러나 다음 예를 고려해 보라.
(3) "총각"은 3자 미만이다.
(3)에서 "총각"과 "결혼하지 않은 남자"는 치환 가능하지 않다. 이러한 예와, 단어가 가지는 고유한 시적 특성 등의 반례를 배제하기 위해 콰인은 인지적 동의어의 개념을 도입했다. 따라서 임의의 문장 P에 대해
1. P(x)가 x의 인지적 의미에 따라 진릿값이 결정되는 문장이고,
2. P(a)와 P(b)가 항상 같은 진릿값을 가진다면 a와 b는 인지적 동의어이다.

그렇다면 치환 가능성은 인지적 동의어를 적절히 정의하는가? "필연적으로"와 같은 양상 부사(modal adjective)가 없는 언어 L을 가정하자. 모든 심장이 있는 생물은 신장을 가지고 있으므로, 언어 L에서 "심장이 있는 생물"과 "신장이 있는 생물"은 동의어이다. 그러나 실제로 "심장이 있는 생물"과 "신장이 있는 생물"이 인지적 동의어라고 주장하기에는 무리가 있다. 따라서 인지적 동의어를 치환 가능성으로 설명하려는 시도는 "필연적으로"와 같은 양상 부사가 있는 언어에서만 성립할 수 있다. 예를 들어 아래 문장은 참이다.
(4) 필연적으로 모든 총각은 총각이다.
따라서 "총각"과 "결혼하지 않은 남자"가 인지적 동의어라면 아래 문장 또한 참이다.
(4') 필연적으로 모든 총각은 결혼하지 않은 남자이다.
반면 다음 문장을 보자.
(5) 필연적으로 모든 심장이 있는 생물은 심장이 있는 생물이다.
"심장이 있는 생물"과 "신장이 있는 생물"이 인지적 동의어라면 아래 문장 또한 참이다.
(5') 필연적으로 모든 심장이 있는 생물은 신장이 있는 생물이다.
이 문장은 거짓이므로, "심장이 있는 생물"과 "신장이 있는 생물"은 인지적 동의어가 아니다. 그렇다면 왜 (4')은 참인 반면, (5')은 거짓인가? 이것은 다음과 같이 설명할 수 있다. 아래 두 문장을 보자.
(4'') 모든 총각은 결혼하지 않은 남자이다.
(5'') 모든 심장이 있는 생물은 신장이 있는 생물이다.
(4'')은 분석적으로 참인 반면 (5'')은 경험적으로 참이다. (5'')이 참임을 검증하기 위해서는 모든 심장이 있는 생물과 신장이 있는 생물의 일치 여부를 경험적으로 조사해야 하기 때문이다. 따라서 치환 가능성으로 인지적 동의어를 정의하려는 시도는 필연성-우연성 구분에 의존하며, 필연성-우연성 구분은 분석성-종합성 구분에 의존한다.
그러나 어떤 명제가 분석적이라는 것은 무슨 의미인가? 위에서 보았듯이 분석성 개념은 동의성 개념에 의존한다. 따라서 분석성을 정의하려는 시도는 순환적이며, 실패한다.

## 환원주의 비판
의미의 검증 이론을 허용한다면 분석은 허용될 것이다. 분석적 진술은 논리적 진리 와 동의어일 것이다. 이는 "무슨 일이 있어도 확인"되기 때문에 경험적 검증이 필요하지 않은 극단적인 의미의 경우가 될 것이다. . "따라서, 검증 이론이 진술 동의어에 대한 적절한 설명으로 받아들여질 수 있다면, 분석성의 개념은 결국 저장된다."
자연스럽게 뒤따르는 문제는 진술을 검증하는 방법이다. 경험론자는 경험적 증거를 통해서만 가능하다고 말할 것이다. 따라서 경험주의자가 분석의 개념을 '저장'하기 위해서는 어떤 형태의 환원주의("각 의미 있는 진술은 즉각적인 경험을 언급하는 용어에 대한 어떤 논리적 구성과 동일하다는 믿음")가 가정되어야 한다. 그러한 환원주의는 분석만큼이나 다루기 힘든 문제를 제시한다고 콰인은 말한다.
모든 의미 있는 진술이 의미 자료 언어로 번역될 수 있음을 증명하기 위해 환원주의자는 반드시 의미 자료 언어를 지정하고 나머지 중요한 담론을 진술별로 번역하는 방법을 보여주는 작업에 직면해야 한다. 그 속으로." 그렇게 하는 것의 어려움을 설명하기 위해 콰인은 그의 책 Der logische Aufbau der Welt에서 Rudolf Carnap의 시도를 설명한다.
콰인은 먼저 Carnap의 "감각 자료 언어"가 감각 사건뿐만 아니라 "논리의 표기법, 상위 집합 이론까지"를 포함했기 때문에 카르납의 출발점이 가장 엄격한 것은 아니라는 점을 관찰한다. . . 그런 방탕함에 놀라는 경험주의자들이 있다." 그럼에도 불구하고, Carnap은 감각 개념을 정의하는 데 있어 대단한 독창성을 보여주었다고 콰인은 말한다. 그러나 그러한 훌륭한 노력에도 불구하고 Carnap은 자신의 인정으로 전체 프로젝트를 완료하지 못했다.

Carnap이 직면한 어려움은 환원주의가 기껏해야 입증되지 않았으며 입증하기 매우 어렵다는 것을 보여준다. 환원주의자가 수용 가능한 증거를 제시할 수 있을 때까지 콰인은 환원주의가 또 다른 "형이상학적 신념"이라고 주장한다.

## 콰인의 전체론
환원주의 대신에 콰인은 검증되는 것은 단일 진술이 아니라 전체 과학 분야라고 제안한다. 모든 과학적 진술은 상호 연결되어 있다. 논리 법칙은 다른 명령문 사이의 관계를 제공하는 동시에 시스템의 명령문이기도 하다. 이것은 오해의 소지가 있는 단일 진술의 경험적 내용에 대해 이야기하게 만든다. 또한 경험에 의존하는 종합적 진술과 어떤 일이 일어날지 모르는 분석적 진술 사이에 선을 긋는 것도 불가능해진다. 콰인에 따르면 시스템의 다른 곳에서 올바른 변경이 이루어지면 모든 진술이 반드시 사실로 유지될 수 있다. 같은 방식으로 어떤 문장도 수정에 영향을 받지 않다.
논리 법칙조차도 콰인에 따라 수정될 수 있다. 양자 논리는, 개릿 버코프와 존 폰 노이만에 의해 도입되었는데, 고전 논리에서의 법칙을 포기하였다. 이는 양자 역학에서 측정과 관찰에 관한 사실을 설명하기 위함이다. 콰인은 뉴턴 물리학이 아인슈타인 물리학에 자리를 내준 것처럼 물리학에 대한 경험적 연구가 고전 논리를 양자 논리로 대체할 수 있는 분명히 믿을 만한 근거를 제공했다고 주장한다. 논리 법칙이 경험적 증거에 비추어 수정될 수 있다는 생각은 격렬한 논쟁을 불러일으켰다.
콰인에 따르면 그의 추론에는 두 가지 다른 결과가 있다. 첫 번째는 형이상학과 자연과학의 경계가 모호해지는 것이다. 물리적 대상에 대한 상식적인 이론은 인식론적으로 호메로스의 신들과 비교할 수 있다. 호메로스의 신들처럼 물리적 대상은 전제이며, 종류에 있어서는 큰 인식적 차이가 없다. 차이점은 오히려 물리적 대상에 대한 이론이 더 효율적인 이론으로 판명되었다는 것이다. 콰인에 의하면, "물리적 대상에 대한 신화는 경험의 흐름에 관리 가능한 구조를 적용하는 장치로서 다른 신화보다 더 효과적임이 입증되었다는 점에서 인식론적으로 대부분의 신화보다 우수한다."
두 번째 결과는 실용주의를 향한 움직임이다. 콰인은 과학의 기능은 과거 경험에 비추어 미래 경험을 예측하는 것이기 때문에 어떤 설명을 믿을 것인지 선택하는 유일한 근거는 " 감각 경험에 대한 우리의 처리를 촉진하는 정도"라고 한다. 언어적 틀을 선택할 때 Carnap과 다른 논리적 실증주의자들에게 실용주의적 관심이 중요하지만, 그들의 실용주의는 "분석적인 것과 종합적인 것 사이의 상상된 경계에서 벗어난다". 콰인에게 과학 시스템의 모든 변화는 합리적 일 때 실용적이다.

## 비판과 영향력
Rudolf Carnap은 "Quine on Analyticity"라는 제목의 답변을 준비했지만 이것은 1990년까지 출판되지 않았다. "Everything green is extended"라는 문장의 상태에 대한 콰인의 우려에 대해 Carnap은 "여기서 어려움은 'green'이라는 단어의 불분명함에 있다. 단일 시공간 점에 대해. 일상 생활에서 결코 그렇게 사용되지 않으며, 시공간 점에 대해 거의 이야기하지 않다." 그런 다음 Carnap은 정확한 인공 언어가 '녹색'(또는 동의어)을 시공간 점에 필연적으로 또는 우발적으로 적용되지 않는 것으로 정의하여 문제를 명확히 해야 한다고 주장한다. 그는 일단 결정이 내려지면 어려움이 해결된다고 썼다. Carnap은 또한 이 방법이 제대로 이해되지 않은 개념의 설명이라고 주장함으로써 분석을 설명하기 위해 형식 문장 세트를 사용하는 것에 대한 콰인의 주장에 답한다.
폴 그라이스와 P. F. 스트로슨은 동의어에 대한 콰인의 회의론이 의미에 대한 회의론으로 이어진다고 주장한다. 진술이 의미를 가질 수 있다면 "그것이 의미하는 바가 무엇인가?"라고 묻는 것이 합리적일 것이다. . "그것이 의미하는 바는 무엇인가?"라고 묻는 것이 합리적이라면 동의어는 다음과 같이 정의할 수 있다. 두 문장은 "무엇을 의미합니까?" 그들 중 하나에게 묻는 것은 다른 하나에게 묻는 동일한 질문에 대한 진정한 대답이다. 그들은 또한 콰인의 주장을 고려할 때 정확하거나 잘못된 번역에 대한 토론이 불가능하다는 결론을 내린다. Grice와 Strawson이 논문을 발표한 지 4년 후 콰인의 책 Word and Object가 발표되었다. 책에서 콰인은 번역 의 불확정성 이론을 제시했다.
"'Two Dogmas' revisited"에서 Hilary Putnam은 콰인이 두 가지 다른 개념을 공격하고 있다고 주장한다. 동의어에 대한 동의어를 넣어 동어 반복어에서 파생될 수 있는 참 진술로 정의된 분석적 진리는 부정이 모순인 진리로서의 분석적 진리에 대한 칸트의 설명에 가깝다. 그러나 어떤 일이 있어도 확인된 진리로 정의되는 분석적 진리는 선험적인 전통적인 설명 중 하나에 더 가깝다. 콰인의 논문의 처음 4개 섹션은 분석에 관한 반면, 마지막 2개 섹션은 선험성에 관한 것이다.

## 같이 보기
- 뒤앙-콰인 논제

1. ↑  Quine, W. V. and Rudolf Carnap (1990). 《Dear Carnap, Dear Van: The Quine-Carnap Correspondence and Related Work》. Berkeley, CA: University of California Press. 427–432쪽.
2. ↑  Putnam, Hilary, "'Two dogmas' revisited." In Gilbert Ryle, Contemporary Aspects of Philosophy. Stocksfield: Oriel Press, 1976, 202–213.